# Potreros
Potreros es una localidad del estado mexicano de Guanajuato. Es parte del municipio de Pénjamo.

## Demografía
| Gráfica de evolución demográfica |
|                                  |

| Censo | Población |
| ----- | --------- |
| 1900  | 611       |
| 1910  | 724       |
| 1921  | 507       |
| 1930  | 834       |
| 1940  | 756       |
| 1950  | 915       |
| 1960  | 1 341     |
| 1970  | 1 535     |
| 1980  | 1 728     |
| 1990  | 1 779     |
| 2000  | 1 772     |
| 2010  | 1 547     |
| 2020  | 1 449     |